# Gewone vlinderhaft
De gewone vlinderhaft (Libelloides coccajus) is een insect uit de familie vlinderhaften (Ascalaphidae), die tot de orde netvleugeligen (Neuroptera) behoort.

## Kenmerken
De vlinderhaft heeft net als alle vliegende insecten (op de tweevleugeligen na) vier vleugels; het voorste paar is langer en dunner en langwerpig van vorm, het achterste paar is korter maar breder en driehoekig van vorm. De lengte is ongeveer 2,5 centimeter, de spanwijdte ongeveer 5 cm. De vleugels zijn deels geel gekleurd en deels doorzichtig. De vleugeladering is zoals bij alle netvleugeligen ook bij de gewone vlinderhaft goed te zien. De vleugels zijn zwart gekleurd aan de binnenzijde. De voorvleugels zijn alleen bij de basis gekleurd, met uitzondering van de bovenste vleugelrand. De achtervleugels zijn op de zwarte binnenzijde na vrijwel geheel geel, behalve de achterzijde waar onregelmatige, maar symmetrische doorzichtige plekken aanwezig zijn tegen de vleugelrand. 
Naast de grote, deels gekleurde vleugels doen ook de opvallend lange en dunne, knotsvormig eindigende tasters vlinderachtig aan, evenals het langwerpige harige lijf en de sterk behaarde kop met grote ronde ogen. Een typisch kenmerk van een aantal Ascalaphus- soorten waaronder deze soort is de gele kleur van het middelste lid van de drie pootsegmenten, de rest van het lichaam is zwart. De tang-achtige uitsteeksels aan de achterzijde onderscheiden de soort van enige vlinder.

## Algemeen
De vlinderhaft behoort tot de netvleugeligen, een orde waar ook de mierenleeuw en de groene gaasvlieg toe behoren. Er zijn enkele honderden soorten van de relatief onbekende familie van de vlinderhaften waarvan maar een paar soorten in Europa voorkomen. Alle soorten hebben voor een leek echter een vreemd uiterlijk; een kruising tussen een vlieg, een vlinder en een libel. De Duitsers noemen deze soort Libellen-Schmetterlingshaft(libel-vlinder-haft). Geen enkele soort komt voor in Nederland en België, de gewone vlinderhaft is wel algemeen in meer warmere gebieden in zuidelijk Europa, voornamelijk in open eikenbossen.

## Levenswijze
De gewone vlinderhaft is een carnivoor, en jaagt al vliegend op andere insecten en is een goede vlieger met een snelle vlucht. In rust worden de vleugels, net als nachtvlinders, als een afdakje over de rug gevouwen, maar bij zonnig weer worden de vleugels juist gespreid, net als dagvlinders. De legsels zijn te herkennen aan de dubbele rijen eitjes die op plantenstengels worden afgezet. De larven leven in de strooisellaag van insecten en hun larven die worden gegrepen met de grote, goed ontwikkelde tang-achtige kaken. Ze zijn meerderjarig en verpoppen pas na twee overwinteringen in de vroege zomer, enige tijd later zijn de imagines te zien.

### Afbeeldingen

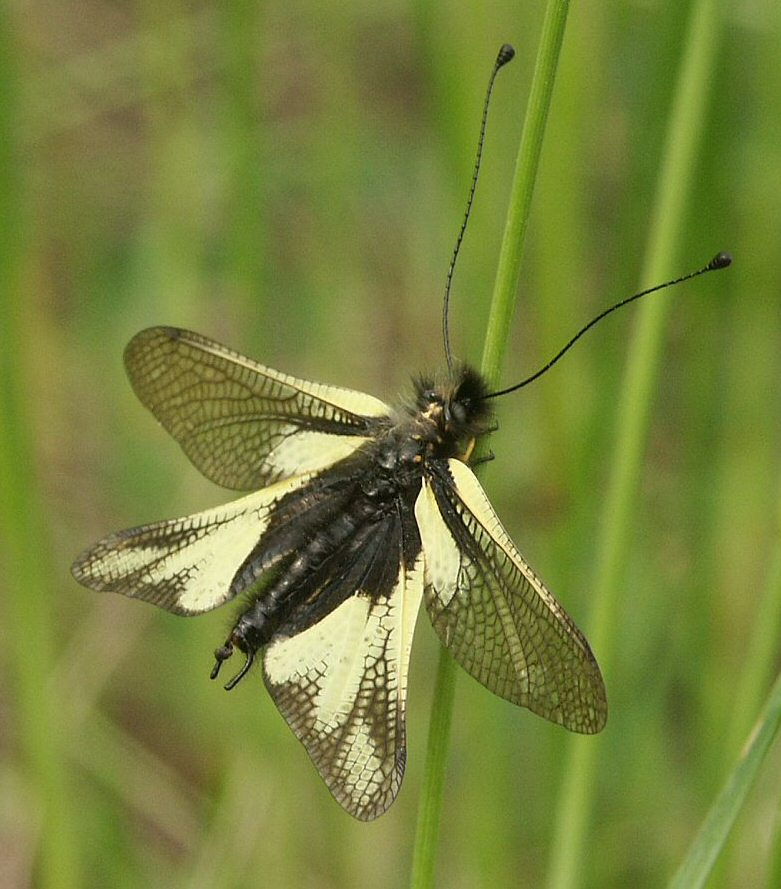
Mannetje
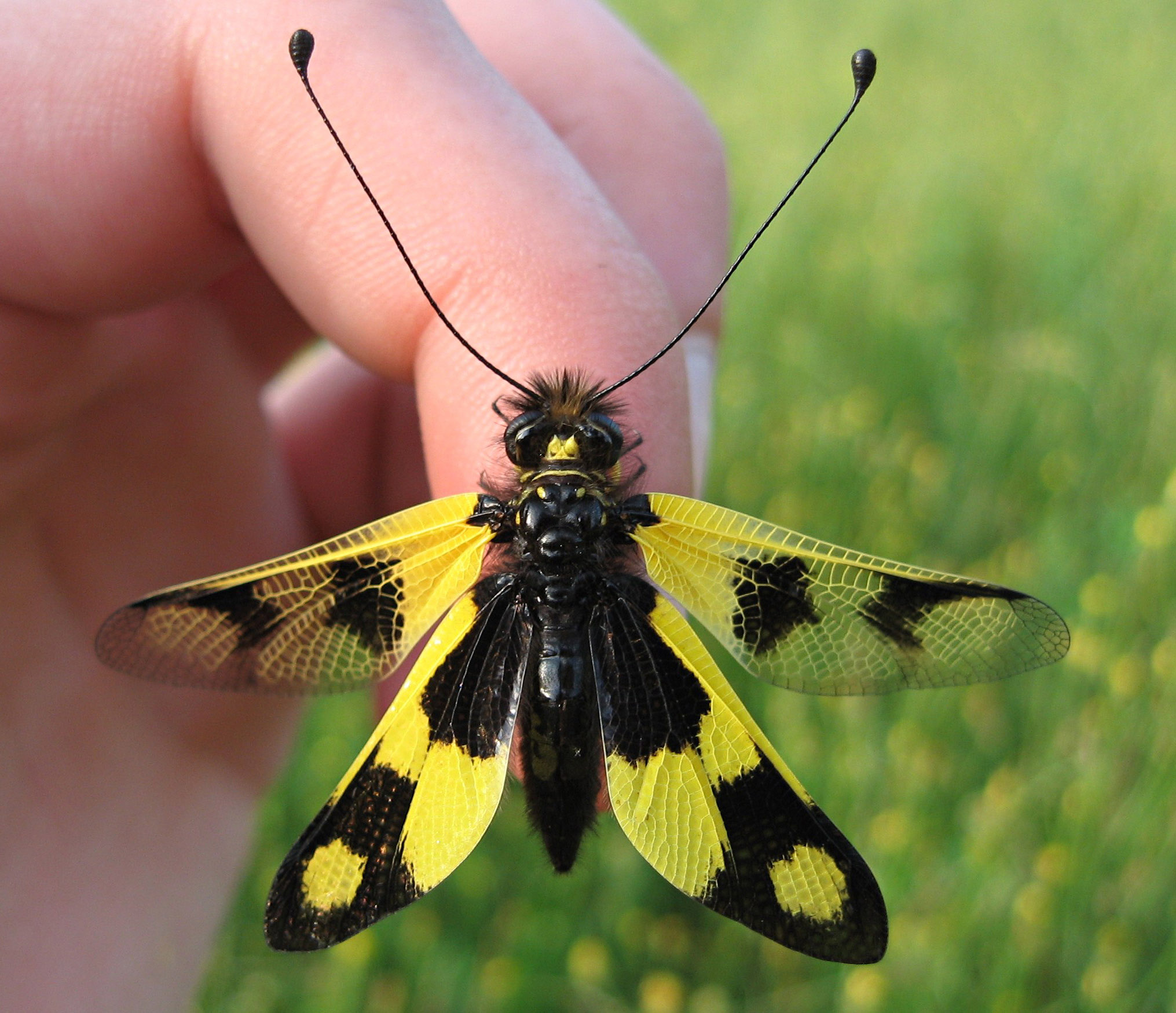
De gelijkende soort Libelloides macaronius.
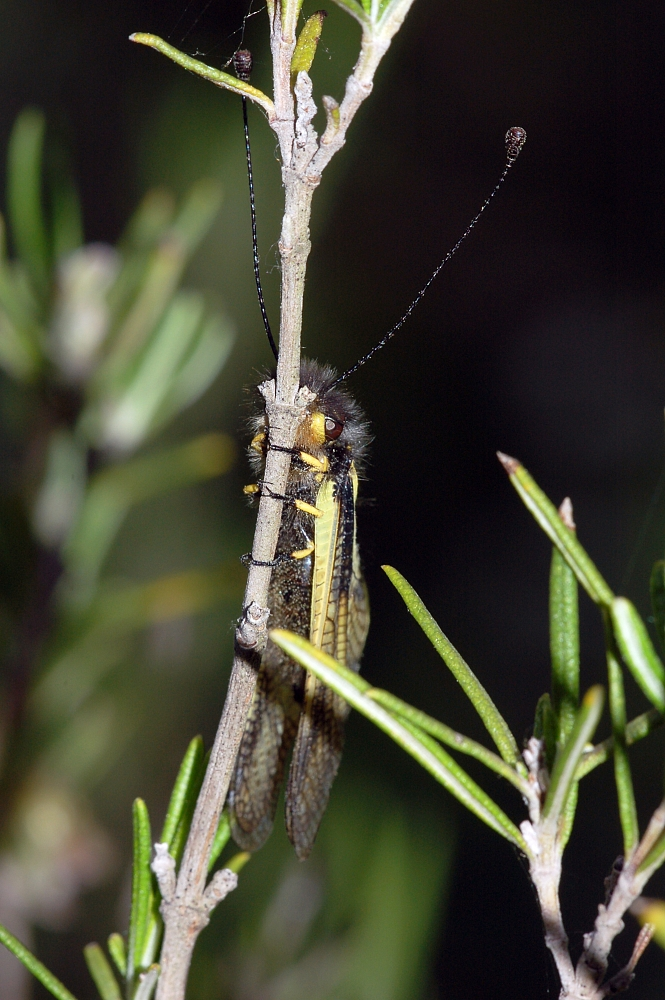
Een onbekende Libelloides-soort in rust.